# Commissione (contratto)
In diritto si definisce commissione il contratto mediante il quale una parte, detta commissionario, si obbliga ad acquistare o vendere beni in nome proprio (obbligandosi cioè personalmente nei confronti di terzi con i quali entra in contatto) e per conto di un'altra parte cliente detta committente. La commissione è un contratto a titolo oneroso.

## Tipicità e disciplina
Nel codice la commissione è ricondotta ad un mandato, connotato però da due note caratterizzanti: una è la specificità dell'oggetto dell'incarico (che deve consistere nella conclusione, da parte del commissionario, di contratti di compravendita) e l'altra è l'assenza di poteri di rappresentanza in capo all'agente (infatti, il commissionario provvede alla stipula in nome proprio e per conto del committente). Le compravendite affidate al commissionario non devono necessariamente rientrare nella attività professionale del committente; è dibattuto invece se il commissionario debba esercitare la sua attività professionalmente (Luminoso, Costanza) o se ciò non sia necessario (Minervini). La commissione è naturalmente onerosa.
Si differenzia dalla agenzia, da procacciamento d'affari e dalla mediazione perché mentre in questi ultimi rapporti (anch'essi di lavoro autonomo) l'oggetto è costituito da un'attività materiale che agevola la stipula di contratti futuri, nella commissione l'oggetto è proprio la stipula di un contratto futuro, e l'attività che il commissionario compie è solo funzionale a questo scopo (non è, cioè, oggetto dell'obbligazione principale). Netta è anche la differenza con il franchising e con le concessioni di vendita in genere: nella commissione a vendere, infatti, non c'è operazione di scambio tra il committente-produttore ed il commissionario-intermediario: il commissionario, infatti, acquista in via strumentale allo scopo di poter vendere i prodotti per conto del committente. Nelle altre figure menzionate, invece, tra fabbricanti ed intermediario c'è un vero e proprio rapporto di scambio e l'intermediario, successivamente, venderà la merce ricevuta in nome e per conto propri. La commissione è regolata dalle norme sul mandato in nome proprio, fatta salva la prevalenza di quelle speciali dettate dal codice agli articoli 1731-1736.
Ex articolo 1732 I comma il commissionario è autorizzato a concedere dilazioni nel pagamento dei beni che ha venduto per conto del committente solo in conformità agli usi del luogo in cui l'affare è stato concluso o in virtù di apposito patto; il II comma stabilisce che se concede dilazioni in assenza di questi presupposti, il committente potrà esigere direttamente dal commissionario il pagamento immediato. Il III comma infine dispone che il commissionario che abbia accordato una dilazione deve indicare al committente la persona del contraente ed il termine concesso per il pagamento: in difetto l'operazione si considererà fatta senza dilazione e si applicherà il secondo comma. Il secondo comma così descritto rappresenta una deroga al principio generale in tema di eccesso di mandato (articolo 1711): è indubbio, infatti che la concessione di una dilazione al di fuori dei presupposti legali costituisce un atto eccedente rispetto ai limiti dell'incarico ricevuto. Così la norma aggiunge alla facoltà del mandatario (committente) di rifiutare l'incarico il potere di esigere direttamente ed immediatamente dal commissionario il prezzo pattuito. Il III comma, invece, è una sanzione per il caso di omessa comunicazione dei dati richiesti al committente.

## Lo star del credere
In dipendenza di un patto espresso o (e questa è una notevole differenza rispetto alla corrispondente disciplina del mandato) in virtù di apposito uso normativo, il commissionario è tenuto allo “star del credere”, quindi deve mantenere indenne il committente a fronte dell'eventuale inadempimento del terzo con cui ha contrattato. Gli usi vanno individuati rispetto al luogo di svolgimento dell'incarico. Anche nella commissione lo star del credere rappresenta una modifica al regime comune del rischio dell'inadempimento del terzo, che in genere è a carico del committente. Si promette quindi il fatto del terzo e si assume un'obbligazione di garanzia del tipo di quella regolata dall'articolo 1381. Nella pratica, lo star del credere non pone a carico del commissionario tutto il rischio dell'inadempimento, ma solo una sua percentuale.
Con la legge 21 dicembre 1999 n.526, la normativa in merito allo "star del credere" è stata abolita per quel che attiene al contratto di agenzia, andando così a sollevare da qualsiasi partecipazione alle perdite l'agente (è stato, infatti, aggiunto un terzo comma all'art. 1746 c.c. secondo il quale è vietato il patto che ponga una responsabilità, anche solo parziale, a carico dell'agente per ciò che attiene all'inadempimento del terzo).
Tale decisione risulta alquanto controversa in quanto, se da un lato allevia le problematiche dell'agente, dall'altro secondo alcuni giuristi, lo "deresponsabilizza" andando a creare pericolose situazioni di "superficialità" nel trattamento del credito verso il cliente.

## L'entrata del commissionario nel contratto
È il caso del “commissionario contraente in proprio” regolato dall'articolo 1735: nella commissione a vendere o ad acquistare titoli, divise o merci aventi un prezzo corrente (risultante da atto della pubblica autorità o da listini di borsa e mercuriali), salva diversa disposizione del committente, il commissionario può fornire ai prezzi suddetti i beni che deve comprare o acquistare per sé i beni che deve vendere, mantenendo in entrambi i casi il diritto alla provvigione. Quello descritto è dunque un legittimo modo di adempimento dell'obbligazione assunta dal commissionario: infatti, se diversamente avesse ritenuto, il legislatore non avrebbe mantenuto il diritto alla provvigione.
Numerose sono però le tesi proposte in materia di ricostruzione strutturale della fattispecie: per un primo gruppo di autori, a seguito dell'entrata del commissionario nel contratto non si instaura tra costui ed il committente un rapporto ulteriore rispetto a quello di mandato, che resta così unico e perciò, secondo questa prospettiva, sarebbe l'unica fonte degli effetti giuridici dell'entrata (Carraro). Altra tesi, invece, ritiene che un rapporto contrattuale di compravendita andrebbe ad affiancarsi a quello di mandato, o che addirittura questo rapporto ulteriore si sostituirebbe a quello nascente dal mandato (Luminoso, Pugliatti).
A favore della seconda tesi sta il rilievo per cui, escludendo che un rapporto di compravendita si assommi a quello di mandato, si andrebbe a stravolgere il profilo funzionale del mandato stesso, che si troverebbe a svolgere compiti tipici della vendita: si andrebbe infatti ad attribuire alla commissione il ruolo di titolo giustificativo dello scambio di attribuzioni patrimoniali, che invece è una funzione tipica della compravendita. Inoltre, se si ritenesse esistente solo il mandato, sarebbe difficile risolvere, per mezzo delle norme che lo riguardano, problemi pratici che si possono porre nell'esecuzione del contratto (si pensi, ad esempio, ai vizi della cosa venduta o acquistata). Se si accetta la tesi per cui, in aggiunta al rapporto di mandato, nasce anche un rapporto di compravendita tra committente e commissionario, occorre però verificare quale ne sia la fonte: la questione è problematica soprattutto se si muove dalla prospettiva che considera essenziale, per potersi parlare di contratto, la bilateralità dello stesso e quindi il consenso.
Tuttavia, parte della dottrina (Luminoso, Sacco) rileva a tal riguardo come non si possa parlare di dogma del consenso, visto come la legge stessa, in alcuni casi, configura un contratto al di fuori di un accordo. In questo senso si parla di contratto a formazione unilaterale, dove il contratto stesso si origina da una sola manifestazione di volontà negoziale, in maniera tale da rendere applicabile al rapporto che nasce le norme generali sul contratto e quelle specifiche che regolano un dato tipo convenzionale. Di certo, però, in mancanza di accordo il contratto sarà considerabile come effettivamente presente solo nei casi stabiliti dalla legge.

## Altri ambiti
Nelle attività economiche, oltre al significato originario, il termine ne ha assunto uno più esteso. Oggi commessa è, a seconda dei contesti, sinonimo di: ordine, progetto, contratto ovvero un'obbligazione di dare e/o fare, di un fornitore verso un committente. Si usa molto nel mondo degli appalti, delle prestazioni d'opera e negozi simili.
Dal punto di vista operativo, la commessa (job in inglese) è il "contenitore" entro il quale si pongono le varie dimensioni del lavoro da eseguire: attività, materiali, fornitori, scadenze di pagamento, adempimenti di progetto, rischi, etc. Il capocommessa è il project manager responsabile della gestione della stessa; grandi commesse vengono tipicamente suddivise in sottocommesse per semplificare la pianificazione e controllo di avanzamento.
Un'impresa che lavora "su commessa" è un'azienda che non ha ordini ripetitivi a partire da un catalogo prodotti/servizi propri o un accordo di subfornitura ma realizza prodotti o servizi tipicamente su specifica cliente, spesso esemplari unici. La contabilità di commessa è il sottoinsieme delle scritture della contabilità specifiche di una commessa (solitamente identificata da un numero e oggetto). Impegnare il magazzino "per commessa" significa identificare, approvvigionare e allocare i materiali di una commessa specifica in modo che sia più facile il prelievo e il versamento. Idem le lavorazioni (attività) eseguite dal personale (interno o dei fornitori). Un sistema software ERP che ha la funzione di gestione per commessa è un gestionale che permette il controllo specifico di tutte le informazioni allocandole ad un contenitore specifico (la commessa X).

## Testi Normativi
- Codice Civile

| Controllo di autorità | Thesaurus BNCF 47249 |